# Вела Хименес
Ве́ла Химе́нес (Вигила Хименес; исп. Vela (Vigila) Jiménez; умер в 883) — граф Алавы (около 870—883), родоначальник семьи Вела.

## Биография
О графе Веле Хименесе известно очень немного. Главная причина этого — недостаточное освещение раннесредневековой истории Алавы в источниках.
Происхождение Велы Хименеса до сих пор точно не установлено. Ряд ранних генеалогий возводил его род к погибшему в 711 году в битве при Гвадалете вестготскому герцогу Кантабрии Андеке и называл его отцом некоего Химено Фроласа. Позднее, на основе патронима Велы и сведений о его родственных связях с правителем Астурийского королевства Альфонсо III Великим, было сделано предположении о его происхождении из наваррской династии Хименес. Согласно этому мнению, Вела мог быть одним из сыновей сокороля Наварры Химено Гарсеса и приходиться близким родственником Химене Гарсес, жене Альфонсо III.
Предполагается, что Вела Хименес получил Алаву от короля Астурии около 870 года, став здесь преемником владевшего также Кастилией графа Родриго. Причиной перехода алавских земель к Веле историки считают заключение в 869/870 году наварро-астурийского союза, скреплённого браком Альфонсо III Великого с Хименой, дочерью короля Гарсии I Иньигеса.
Первый по времени документ, в котором Вела Хименес был наделён графским титулом, датирован 870 годом, однако о дальнейшей деятельности правителя Алавы ничего не известно вплоть до 882 года, когда в «Продолжении „Хроники Альбельды“» он был назван одним из вассалов короля Астурии, участвовавшим в отражении вторжения войска Кордовского эмирата в земли испанских христиан. В это время возобновились нападения мавров на Астурийское королевство, что было связано с поддержкой, оказанной королём Альфонсо III бунтовавшим против эмира Мухаммада I членам влиятельного муваладского рода Бану Каси. В 882 году правитель Кордовы совершил поход против главы мятежников, вали Толедо Мухаммада I ибн Лубба, и вынудил его покориться своей власти. После этого войско мусульман, возглавляемое обоими Мухаммадами, вторглось в Алаву, но граф Вела Хименес смог отразить их нападение на свою крепость Сельориго. Также успешно была отбита и попытка мавров взять штурмом крепость в Панкорбо, которую защищал граф Кастилии Диего Родригес Порселос. Однако нападение войска мусульман на ещё недостроенные кастильские укрепления вдоль Арлансона завершилось успехом: несколько крепостей, включая Кастрохерис, были разрушены.
В 883 году войско под командованием графов Велы Хименеса и Диего Родригеса совершило нападение на владения Мухаммада I ибн Лубба в долине реки Эбро. В ответ глава Бану Каси вновь разорил земли Алавы и Кастилии, но как и в прошлом году не смог взять ни Сельориго, ни Панкорбо.
Сообщение «Продолжения „Хроники Альбельды“» о военных действиях 883 года — последнее упоминание о Веле Хименесе в исторических источниках. Традиционно считается, что он скончался вскоре после этих событий, возможно, уже в этом же году, и что новым правителем графства Алава стал его сын Мунио Велас. Также предполагается, что ещё одним сыном графа Велы был Химено, родоначальник семьи Алонсо де Каса.